# Castell de Viļaka
El Castell de Viļaka (en letó: Viļakas pilsdrupas, alemany Burg Marienhausen) era un castell medieval, situat al costat de la població de Viļaka en una illa del llac de Viļaka (municipi de Balvi), a la regió històrica de Latgàlia a l'est de Letònia.

## Història
Construït per l'Arquebisbat de Riga el 1342 com un castell de fusta, va ser reconstruït com una fortalesa de pedra cap al 1516. El castell va ser destruït el 1702 durant la Gran Guerra del Nord. Els murs exteriors, dels que queden només fragments, són 1,6 metres de gruix i de fins a 2 metres d'alçada.